# La venganza de las Juanas
La venganza de las Juanas es una serie web mexicana de drama y suspenso producida por Netflix y Lemon Studios. Es una adaptación de la telenovela colombiana escrita por Bernardo Romero Pereiro titulada Las Juanas de 1997, cuya más reciente adaptación se realizó en México en 2018 bajó el título de Hijas de la luna. Está protagonizada por Carlos Ponce y Zuria Vega, junto a Renata Notni y Carlos Said.
La serie consta de una temporada de 18 episodios y se estrenó en video bajo demanda el 6 de octubre de 2021 a través de Netflix.

## Sinopsis
Cinco mujeres con el mismo nombre pero de distintas ciudades y clases sociales, dan un vuelco a sus vidas al descubrir que están relacionadas.  Deciden entonces arrojar luz a su pasado relacionado con la misma marca de nacimiento que todas presentan y descubren una red de mentiras elaboradas por un poderoso político.

## Reparto
- Zuria Vega como Juana Manuela Marroquín
- Renata Notni como Juana Valentina Marroquín
- Juanita Arias[1] como Juana Matilde Marroquín
- Oka Giner como Juana Caridad Marroquin
- Sofia Engberg[1] como Juana Bautista Marroquin

- Carlos Ponce como Simón Marroquín
- Carlos Said interpretó a Simón de joven
- Fernando Becerril como Rogelio Marroquin
- Iván Amozurrutia como Federico Marroquín
- Francisco Denis como Ignacio Marroquin
- Mauricio Isaac como Víctor
- Verónica Merchant como Susana Bravo
- Ana Ludyvina Velard como Catalina Bravo
- Jorge Antonio Guerrero como Lorenzo
- Pablo Astiazaran como Camilo
- Ricky Del Real (Ricardo Del Real Jaime) como Daniel Roldán
- Harding Junior como Claudio Villa
- Pedro de Tavira como Miguel Andrade
- Paulette Hernandez como Isabel
- Carlos Athié como Tomás
- Federico Espejo como Pocho[4]
- Daniel Gama como Gregorio
- Julio César Álvarez como Hugo
- Amaya Blas como Alice
- Carmen Madrid como Carmela
- Pablo Bracho como Diputado Godoy
- Christian Tappan como Procurador Sánchez
- Mónica Jiménez como la Dra. Salgado

## Episodios
| N.º | Título                        | Dirigido por | Escrito por | Fecha de lanzamiento original |
| --- | ----------------------------- | ------------ | ----------- | ----------------------------- |
| 1   | «Réplicas»                    | —            | —           | 6 de octubre de 2021          |
| 2   | «98%»                         | —            | —           | 6 de octubre de 2021          |
| 3   | «Los secretos no mueren»      | —            | —           | 6 de octubre de 2021          |
| 4   | «Plan B»                      | —            | —           | 6 de octubre de 2021          |
| 5   | «Treinta días»                | —            | —           | 6 de octubre de 2021          |
| 6   | «Federico»                    | —            | —           | 6 de octubre de 2021          |
| 7   | «Pesadillas»                  | —            | —           | 6 de octubre de 2021          |
| 8   | «Un tipo perfecto»            | —            | —           | 6 de octubre de 2021          |
| 9   | «Otra hija»                   | —            | —           | 6 de octubre de 2021          |
| 10  | «Demasiado tarde»             | —            | —           | 6 de octubre de 2021          |
| 11  | «El regalo»                   | —            | —           | 6 de octubre de 2021          |
| 12  | «Hermanos y nada más que eso» | —            | —           | 6 de octubre de 2021          |
| 13  | «Sutilezas»                   | —            | —           | 6 de octubre de 2021          |
| 14  | «Un tipo peligroso»           | —            | —           | 6 de octubre de 2021          |
| 15  | «Demasiado tarde»             | —            | —           | 6 de octubre de 2021          |
| 16  | «El paquete»                  | —            | —           | 6 de octubre de 2021          |
| 17  | «La fogata»                   | —            | —           | 6 de octubre de 2021          |
| 18  | «Las Juanas»                  | —            | —           | 6 de octubre de 2021          |